# Labyrint revue
Labyrint revue byl český kulturní časopis. Pod názvem Labyrint jej v prosinci 1991 založil Joachim Dvořák, který později své vydavatelské aktivity rozšířil rovněž o nakladatelství Labyrint. Časopis se v roce 1993 přejmenoval na Labyrint revue a byl rozšířen o barevnou obrazovou přílohu; zároveň se ustavila periodicita 10 čísel ročně. Od roku 1997 vycházelo pravidelně jedno obsáhlé tematicky zaměřené dvojčíslo ročně. Podle NK ČR zřejmě poslední číslo vyšlo v roce 2014.
Redakci tvořili Joachim Dvořák (šéfredaktor), Ondřej Kavalír (editor), Karel Císař (editor) a Marie Iljašenko (editorka). Grafickou supervizi měl Boris Meluš.
Mezi přispěvateli Labyrint revue  byli tito autoři: Tereza Brdečková, Michal Hvorecký, Jan Keller, Stanislav Komárek, Lubomír Martínek, Iva Pekárková, Tomáš Pospiszyl, Jaroslav Rudiš, Jan Suk, Jáchym Topol, Miloš Urban, Zdeněk Vašíček, Olga Walló, Markéta Pilátová a další.
Svými překlady do revue přispívali mj.: Tomáš Dimter, Pavel Dominik, Barbora Gregorová, Jana Holá, Jiří Našinec, Martin Pokorný, Jovanka Šotolová, Veronika ter Harmsel Havlíková a Jana Zoubková.
Časopis ve svých počátcích kromě literárních ukázek přinášel také recenze a přehledy edičních plánů, postupně se však hlavní důraz přenesl na původní české, slovenské a překladové beletristické texty a esejistiku. Vedle současné literární produkce se revue zaměřovala rovněž na česky dosud nepublikované archivní texty dnes už klasických moderních autorů (např. Walter Benjamin, Émile Cioran, Ernst Jünger, André Malraux, Vladimir Nabokov, Samuel Beckett, Michel Foucault, Roland Barthes, Filippo Tommaso Marinetti). Významný prostor byl věnován aktuálnímu výtvarnému umění, a to jak prostřednictvím teoretické a kritické reflexe, tak v podobě barevné vizuální přílohy. Další rubriky mapovaly oblasti filmu, hudby, divadla a komiksu.

## Přehled tematických čísel Labyrint revue
- Nový voyeurismus (35–36/2014)
- Jídlo (33–34/2013)
- Umění zapomínat (31–32/2012)
- Kult práce (29–30/2011)
- Přitažlivost dekadence (27–28/2010)
- Nová Evropa (25–26/2009)
- Archeologie (23–24/2008)
- Autoportrét (21–22/2007)
- DIY / Udělej to sám (19–20/2006)
- Nebezpečné vztahy (17–18/2005)
- Utopie (15–16/2004)
- Móda a umění (13–14/2003)
- Prostory pro život (11–12/2002)
- Z periferie do center (9–10/2001)
- Umění a kýč (7–8/2000)
- Kultura velkoměst (5–6/1999)
- Společnost a kultura (3–4/1998)
- Ženy v umění (1–2/1997)